# Уэст-Бромидж
Уэст-Бромидж (Вест Бромвич, англ. West Bromwich [wɛst ˈbrɒmɪtʃ]) — город в английском графстве Уэст-Мидлендс, входит в состав района Сандуэлл.
По данным переписи населения 2001 года количество жителей города составляет 136 940 человек.

## История
Уэст-Бромидж был впервые упомянут в Книге страшного суда (1086).

## Спорт
В городе базируется футбольный клуб «Вест Бромвич Альбион», выступающий в Английской футбольной лиге.

## Известные уроженцы
- Роберт Ходжсон
- Роберт Плант
- Фил Лайнот
- Уильям Бэссетт
- Даунинг, Кеннет